# Indische Badmintonmeisterschaft 1935/36
Die Indische Badmintonmeisterschaft der Saison 1935/36 fand in Kalkutta statt. Es war die zweite Austragung der nationalen Titelkämpfe im Badminton in Indien. 	

## Titelträger
| Disziplin    | Sieger                    |
| ------------ | ------------------------- |
| Herreneinzel | T. Banerji                |
| Dameneinzel  | T. P. Boland              |
| Herrendoppel | Vijay A. Madgavkar B. Roy |
| Damendoppel  | T. P. Boland Cameron      |
| Mixed        | nicht ausgetragen         |